# صدای صحرا
صدای صحرا فیلمی ایرانی به کارگردانی و نویسندگی نادر ابراهیمی محصول سال ۱۳۵۴ است. در این فیلم بازیگرانی از جمله منوچهر احمدی، منوچهر فرید و جمشید مشایخی ایفای نقش کرده‌اند.

## خلاصه داستان
عثمان آدی بیک با شلیک گلوله‌ای کشته می‌شود، و مغان خان (محسن فرید) پسر او بارزیل را نزد همسرش می‌برد، که چون فرزند خودش تریج او را بزرگ کند...

## بازیگران
- منوچهر احمدی
- منوچهر فرید
- جمشید مشایخی
- جمشید گرگین
- مریم زندی
- ژاله علو
- سعید امیرسلیمانی
- نگار
- ایرج صفدری
- آراز